# Ron Marinaccio
Ronald James Marinaccio (Toms River, Nueva Jersey, 1 de julio de 1995), más conocido como Ron Marinaccio, es un jugador profesional estadounidense de béisbol que se desempeña en la posición de lanzador en New York Yankees, equipo de las Grandes Ligas de Béisbol (MLB).

## Carrera
Fue seleccionado en la 19.ª ronda en el Draft de la MLB de 2017. En 2022 hizo su debut profesional con el equipo New York Yankees, donde lleva jugando tres temporadas.